# Selenidioides metchnikovi
Selenidioides metchnikovi is een soort in de taxonomische indeling van de Myzozoa, een stam van microscopische parasitaire dieren. Het organisme komt uit het geslacht Selenidioides en behoort tot de familie Selenidioididae. Selenidioides metchnikovi werd in 1917 ontdekt door Léger & Dubosq.